# Castello di Montecchio Vesponi
Il castello di Montecchio Vesponi è una struttura fortificata nel comune italiano di Castiglion Fiorentino, presso l'omonima frazione di Montecchio Vesponi.

## Storia
I primi insediamenti sul colle di Montecchio risalgono all'epoca etrusco-romana e forse qui sorgeva un santuario pagano. Intorno al IX secolo vi sorse il castello, che in origine fu feudo dei marchiones e con interessi dell'abbazia di Farneta. Vi ebbero diritti anche altri feudatari, come gli Orselli e i Panzoni di Cortona o i Da Vitiano. Nei primi anni del XIII secolo Montecchio Vesponi si alleò con il Comune di Arezzo assieme agli altri castelli di Mammi e Monticello. Intorno al 1234 fu acquistato dal Comune di Arezzo che lo ripopolò, lo trasformò in un comune "semilibero" e ne fece una piazzaforte contro Castiglion Fiorentino e Cortona.

Immagine del castello di Montecchio Vesponi in un francobollo della Serie castelli, emesso dalle poste italiane nel 1986

Nel 1281 il Comune di Arezzo attuò un ampliamento delle mura castellane, dando luogo all'attuale fortilizio - simile a circuiti coevi, come Montecolognola (PG) o Monteriggioni (SI) -  e inserendo nuovi nuclei familiari al suo interno. Nel 1289, dopo la sconfitta subita da Arezzo da parte di Firenze nella battaglia di Campaldino, nella quale combatté anche Dante Alighieri, Montecchio divenne possesso fiorentino. Ritornò ad Arezzo nel 1303 e nella prima metà del XIV secolo fu utilizzato quale piazzaforte nelle frequenti guerre contro Perugia. Venne infatti assediato dai Cortonesi guidati da Pier Saccone Tarlati (ex signore di Arezzo) e da Bartolomeo Casali nel 1352, tuttavia i Montecchiesi resistettero ai primi assalti e il Tarlati, probabilmente per evitare che i Cortonesi si tenessero la rocca, tradì la sua causa e svelà ai Perugini e ai Montecchiesi di resistere ancora qualche giorno perché il signore di Cortona avrebbe tolto l'assedio in breve tempo per mandare rinforzi in Umbria per combattere Perugia. La roccaforte di Montecchio Vesponi non fu dunque presa e i Tarlati si ritirarono perdendo trecento uomini tra morti e prigionieri. I Cortonesi furono costretti a ritirarsi e Pier Saccone Tarlati, tornato ad Arezzo non riuscì a riconquistare il potere sulla sua città.
Verso il 1383, approfittando delle drammatiche condizioni di Arezzo - ormai impossibilitata a difendere i propri territori - il castello di Montecchio fu occupato dal celebre capitano di ventura inglese John Hawkwood, conosciuto in Italia col nome di Giovanni Acuto, che vi realizzò una sua residenza. Alla morte dell'Acuto (1394) Montecchio passo prima a Ludovico Racaniello e successivamente divenne proprietà del Comune di Firenze e fu sede di funzionari fiorentini che amministravano la Giustizia nel suo Comune. Con la riforma delle autonomie, realizzata sul finire del XVIII secolo dal granduca Pietro Leopoldo, nel 1774 fu soppresso il Comune di Montecchio e unito a Castiglion Fiorentino.
Nel XIX secolo il Castello di Montecchio, suddiviso fra numerosi piccoli proprietari di povere abitazioni, fu pian piano acquistato dal banchiere Servadio che ne iniziò i restauri. Alla sua morte fu venduto dagli eredi alle famiglie Budini e Gattai che per successivi imparentamenti divennero i famosi Budini-Gattai, proprietari di varie fattorie toscane e di pregevoli palazzi fiorentini. I Budini-Gattai ne restaurarono la torre e ne continuarono i lavori di consolidamento. Oramai abbandonato ed in rovina, nel 1979 Montecchio è passato di proprietà della contessa Orietta Floridi che lo ha ristrutturato.

## Descrizione

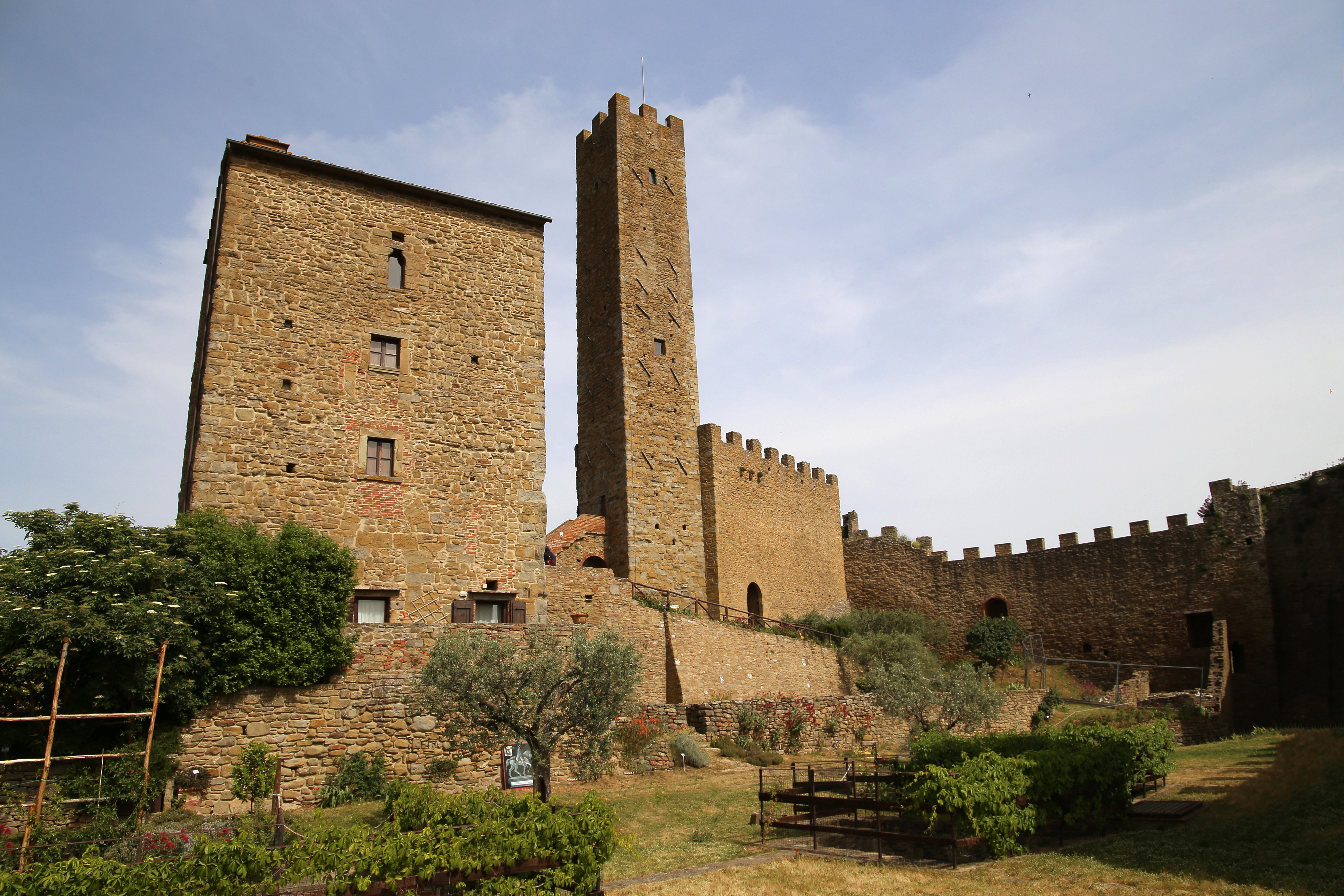
Veduta del mastrio e della torre dalla cinta interna

Il castello, posto sulla vetta del colle, domina la Val di Chiana. Il suo severo profilo e la sua agile torre (circa 30 metri) sono visibili anche a chilometri di distanza. Le sue mura, intervallate da 8 torricelle, si sviluppano per un perimetro di 263 metri, entro cui svetta il mastio, attualmente residenza privata.
Le mura, dai merli guelfi, presentano ancor oggi al loro interno i segni delle abitazioni contadine e, tra gli oliveti circostanti, sorgono i resti di alcune casupole del borgo, nei secoli passati abitate dagli agricoltori.

## Il castello nella cultura di massa
Negli anni 1980, le Poste Italiane dedicarono al castello un francobollo da 650 lire, facente parte della raccolta nota come "Castelli d’Italia".